# Jean-Paul Pier
Jean-Paul Pier (Esch-sur-Alzette, 5 de julio de 1933-Bettembourg, 14 de diciembre de 2016) fue un matemático luxemburgués, especialista en análisis armónico e historia de las matemáticas. Realizó varias aportaciones en el campo de las matemáticas, entre las cuales destacan la creación de un Seminario de Matemáticas y la organización de simposios y conferencias para el desarrollo de la investigación universitaria de matemáticas en Luxemburgo.

## Biografía
Jean-Paul Pier completó sus estudios de posgrado en Luxemburgo y en las universidades de París y Nancy. Obtuvo un doctorado luxemburgués en ciencias matemáticas y un doctorado en matemáticas puras. Fue profesor de matemáticas en una escuela exclusiva para varones en Esch-sur-Alzette de 1956 a 1980 y fue profesor en el Centro Universitario de Luxemburgo desde 1974 hasta 1998. También completó una estancia de seis meses en el Centro Nuclear de Grenoble (1961) y un año en la Universidad de Oregón(1966-1967).
En 1971 creó el Seminario de Matemáticas del Centro Universitario de Luxemburgo (ahora Universidad de Luxemburgo).
En 1989 creó la Sociedad Matemática de Luxemburgo, de la que fue presidente de 1989 a 1993 y de 1995 a 1998.
En 1995 se encargó de coordinar la conmemoración y exposición «Gabriel Lippmann», organizada por la sección de ciencias del Instituto Grand-Ducal con el apoyo de la Escuela Normal Superior de París, el Palacio del Descubrimiento  y la Escuela Politécnica Federal de Lausana.
Jean-Paul Pier organizó y coorganizó varios simposios y conferencias, como el 6º Congreso del Grupo de Matemáticas de expresión latina en 1981 en el Centro Universitario de Luxemburgo, el Simposio internacional sobre análisis armónico en 1987 en el Centro Universitario de Luxemburgo,y  la conferencia El desarrollo de las matemáticas puras entre 1900 y 1950 en 1992 en el castillo de Burglinster; contandocon la participación de varios matemáticos, entre los cuales destacan Jean Dieudonné, Jean Leray, René Thom, Israel Gelfand, George Mackey y Jacques Tits.
Con el apoyo de la Unión Matemática Internacional y del gobierno de Luxemburgo, Jean-Paul Pier pudo reunir a unas quince delegaciones nacionales en la UNESCO para apoyar la petición luxemburgués de proclamar el año 2000 como el año mundial de las matemáticas.
En 2011, Jean-Paul Pier fue el primer ganador del Gran Premio en ciencias matemáticas (aún llamado Premio de la Beca de Luxemburgo) del Instituto Grand-Ducal, el cual le fue otorgado «por todo su trabajo, los vínculos que ha podido establecer entre la física y las matemáticas y su compromiso a nivel nacional e internacional para la promoción de las ciencias matemáticas».

## Publicaciones
- Amenable locally compact groups, Wiley, 1984.
- Amenable Banach algebras, Longman, 1988.
- L'Analyse harmonique. Son développement historique, Masson, 1990.
- Histoire de l'intégration, vingt-cinq siècles de mathématiques, Masson, 1996.
- Mathematical Analysis during the 20th century, Oxford University Press, 2001
- Mathématiques entre savoir et connaissance, Vuibert, 2006.

- Development of Mathematics 1900-1950 (enlace roto disponible en Internet Archive; véase el historial, la primera versión y la última)., edited by Jean-Paul Pier, Birkhäuser, 1994.
- Development of Mathematics 1950-2000, edited by Jean-Paul Pier, Birkhäuser, 2000.

- Gabriel Lippmann. Commémoration par la section des sciences naturelles, physiques et mathématiques de l’Institut grand-ducal de Luxembourg du 150×10{{{1}}} anniversaire du savant né au Luxembourg lauréat du prix Nobel en 1908, J.-P. Pier et J. A. Massard, éditeurs, 1997 (lire en ligne).

- Le Choix de la parole, Lethielleux/DDB, 2009.